# Gambiranom (Kismantoro)
Gambiranom is een bestuurslaag in het regentschap Wonogiri van de provincie Midden-Java, Indonesië. Gambiranom telt 2998 inwoners (volkstelling 2010).